# Каракул (овца)
Каракул је раса овце, која потиче из средње Азије. Према археолошким доказима, ту се гајила око 1400. године п. н. е.
Прилагођена је екстремним пустињским условима живота. Преживљава захваљујући способности да гомила маст у репу.
Каракул овца је најпознатија по квалитетном крзну, које се добија од тек рођених јагањаца. То крзно се зове астраган или каракул. Од њега се праве каракул шубаре.
Каракул раса оваца је распрострањена у средњој и југозападној Азији. Најужи центар је Бухара. Осим азијског дела, каракул се гаји у Русији, Украјини и северном Кавказу. Због изузетно цењеног квалитета крзна, које је веома тражено за израду луксузне одеће (бунде, шубаре, рукавице), каракул овца је извожена много ван граница своје постојбине у Холандију, Норвешку, Финску, Француску, Немачку, Румунију, Србију, Канаду, Јапан и САД.
Овце ове расе имају уску и дугачку главу. Предњи део главе је испупчен. Уши су доста оборене (клемпаве), дугачке 10-15 цм и обрасле фином кратком длаком црне боје. Овце су шуте, а овнови имају добро развијене рогове, троугластог пресека и уврнуте у виду спирале. Врат је доста дугачак и танак. Труп је дугачак и узан. Груди су дубоке и ребра пљосната. Висина гребена овнова износи у просеку око 75, а оваца око 65 цм. Ноге су дугачке и јаке. Реп је врло широк у основи, састављен од 15-20 пршљенова. Идући од корена према врху, реп се нагло сужава и завршава се танким репићем који има облик латиничног слова Ѕ, што је последица срастања пршљенова. Са горње стране реп је покривен вуном, а са доње је огољена беличаста кожа. У току сезоне, када је обилата исхрана, у репу се нагомила неколико килограма (и до 8 кг) лоја који служи као резервна храна у оскудном периоду исхране. Ова особина каракул расу сврстава у маснорепе овце. 
Крзно је главни производ ове расе оваца. Каракул раса оваца даје најквалитетније крзно. Квалитет крзна се цени на основу броја увојака, сјаја праменова и величине кожице. Најбољи квалитет кожице добија се од јагњади која се кољу са 1 до 3 дана старости, јер се после тог времена увојци почињу полако одвијати, тако да су након неколико месеци потпуно одвијени.
Производња меса је друга по значају карактеристика ове расе оваца. У зависности од услова исхране, маса тела одраслих оваца се креће између 45 и 70, а овнова између 60 и 90 кг. Јагњад, са лошим особинама увојака, која се због тога не жртвују у првим данима живота, са три месеца узраста у нормалним условима држања и исхране, просечно имају између 20 и 23 кг. Квалитет меса каракула је сличан квалитету меса наших праменки, с том разликом што су мишићи састављени од нешто грубљих влакана и што су утовљена грла јачег мириса, с обзиром да је каракул маснорепа овца.
Тело оваца је покривено грубом вуном, тамне боје. Има и јединки са сивом и смеђом вуном. Глава, уши и ноге су обрасли црном сјајном длаком. Руно је отворено и састављено од шиљастих праменова. Годишњи настриг вуне одраслих оваца, у добрим условима исхране и држања, је 3-3,5 а овнова 3,5-4 кг, са рандманом од 55-58%. 
У току лактације, која у просеку траје између 110-120 дана, овце произведу 70-80 литара млека. Каракул спада у касностасне и примитивне расе оваца. Млада грла први пут улазе у приплод са старошћу од 16-18 месеци. Приплодна плодност каракулсе овце је 110-115%, тј. од 100 оваца се добије 110-115 јагњади. 